# 猪苗代水力電気
猪苗代水力電気株式会社（いなわしろすいりょくでんき かぶしきがいしゃ）は、明治末期から大正にかけて存在した日本の電力会社である。猪苗代湖（福島県）を源流とする日橋川に水力発電所を開発し電力供給事業を経営した。
設立は1911年（明治44年）、開業は1914年（大正3年）。日橋川に発電所を建設するとともに東京へと至る長距離送電線を架設し、東京電灯をはじめとする電力会社や発電所周辺の工場に対して電力を供給した。建設した発電所2か所のうち猪苗代第一発電所は当時日本最大の水力発電所、発電所と東京を繋いだ送電線は日本で初めて10万ボルト（100キロボルト）超の送電電圧を採用した送電線である。
1923年（大正12年）に拡大路線を採る東京電灯に吸収され消滅した。猪苗代水力電気が日橋川に計画した発電所のうち残り2か所は東京電灯により1926年（大正15年）に完成している。

## 設立の経緯

### 東京を中心とする送電網形成
1887年（明治20年）、東京市内において日本国内で初めてとなる配電事業を東京電灯が開始した。創業期の電源は火力発電所であり、東京電灯ではその後需要増加につれて火力発電所を増設していくが、1903年（明治36年）になると水力発電への電源転換を決定。山梨県東部を流れる桂川（相模川）での発電所建設に取り組み、1907年（明治40年）12月より駒橋発電所の運転を開始した。駒橋発電所は出力1万5000キロワットという当時としては大型の発電所であり、その発生電力を76キロメートル離れた東京市内の変電所へと効率よく送電すべく、アメリカ合衆国からの技術導入により送電電圧に当時の国内最高電圧である55キロボルト（5万5000ボルト）を採用した。この駒橋発電所の成功を機に、日本では長距離・高圧送電が一般化していく。
電気事業を監督する逓信省は、明治時代後期の段階では普及促進を図る狙いから大都市に限り新規事業者に対して既存事業者と重複する供給区域の設定を許可していた。東京でも既存事業者である東京電灯以外の事業者にも供給区域の設定が許可されており、長距離送電・大規模水力開発の一般化と相まって東京進出を狙う新興電力会社の起業が相次いだ。まず1908年（明治41年）7月、日本とイギリスの合弁事業として企画されていた日英水力電気が東京市内と内藤新宿町など郊外5町村を対象とする電力供給権を獲得する。日英水力電気では大井川の接岨峡（静岡県）での発電所建設を予定したものの、会社設立にも至らず計画は頓挫した。続いて鬼怒川水力電気の計画が起こされ、1910年（明治43年）7月東京市内と周辺郡部での電力供給権を得たのち、同年10月会社設立に漕ぎつけた。同社は栃木県を流れる鬼怒川（利根川水系）に下滝発電所を建設。発電所と東京の間を全長124キロメートル・送電電圧66キロボルトの送電線で結び、1913年（大正2年）1月に開業した。
1910年7月には桂川電力も鬼怒川水力電気と同地域に電力供給権を得ていた。同社は同年9月に設立。桂川のうち東京電灯駒橋発電所の上流側に鹿留発電所を建設し、1913年6月に開業した。鹿留発電所から東京方面へと至る送電線は全長が100キロメートルに満たないものの当時の日本最高電圧となる77キロボルトの送電電圧を採用している。桂川では東京電灯も駒橋発電所下流側で八ツ沢発電所の建設を進めており、1912年（明治45年）7月、八ツ沢発電所と東京を繋ぐ55キロボルト送電線を既設送電線に並行して完成させた。また電力供給区域の設定が市外の南足立郡・南葛飾郡に限られていたが、群馬県の電力会社利根発電が南進し、1913年8月、片品川（利根川水系）の上久屋発電所と千葉県東葛飾郡市川町（現・市川市）を繋ぐ全長117キロメートル・送電電圧66キロボルトの送電線を新設した。
こうして1910年代前半に東京へと向かう全長100キロメートル前後の送電線が続々と完成する中、後発ながら大規模水力開発を展開し、より長距離で高電圧での送電を実用化した電力会社が猪苗代水力電気である。会社設立は鬼怒川水力電気・桂川電力よりも遅い1911年（明治44年）、開業は1914年（大正3年）のことである。

### 日橋川水利権獲得と会社設立

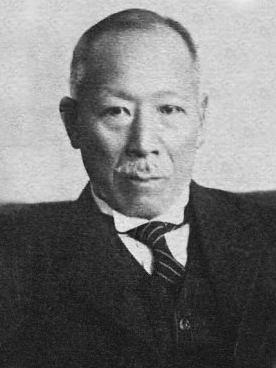
初代社長仙石貢

猪苗代水力電気が発電所開発の対象とした河川は福島県会津地方を流れる日橋川（にっぱしがわ）である。日橋川は猪苗代湖を水源とし、西の会津盆地へと流れて阿賀野川（福島県内では「阿賀川」）に合流する。猪苗代湖周辺での発電所建設は古く、湖から東の郡山盆地へと水を引くための安積疏水にて1899年（明治32年）に沼上発電所が建設されている。この沼上発電所は郡山への供給を目的に郡山絹糸紡績、後の郡山電気によって設置された。
日橋川にて初めて水利権を獲得したのは地元会津地方の八田吉多・佐治幸平ら計4名である。最初の出願は1896年（明治29年）2月、最初の水利権許可は同年7月のことであった。この地点の開発が日橋川発電所として着手されるのはしばらく後、1910年になってからのことであるが、この間、別地点での水利権出願が相次いだ。まず1906年11月、「東北電力株式会社」発起人の名義で石田千之助（東京の輸出商）・藤岡市助・八田吉多ら計9名が日橋川水利権1地点を出願し、翌1907年4月福島県よりその許可を得た。同月には八田・石田・佐治ら計5名が「日本水力電気株式会社」発起人の名義で今度は4地点の水利権を出願、月内にこれらの許可も獲得した。県へ提出した願書によると、前者は会津地方での電力供給、後者は東京への送電を事業目的として掲げていた。
1910年9月になり、「東北電力」発起人に仙石貢と白石直治が加わった。仙石は元九州鉄道社長、白石は元同社取締役でともに工学博士でもある。さらに同年11月、日本郵船社長近藤廉平、三菱銀行部長豊川良平、三井銀行理事波多野承五郎、富士瓦斯紡績社長浜口吉右衛門、そして財界重鎮の渋沢栄一・原六郎の6名が発起人に加わった。その一方で当初の発起人9名は全員脱退しており、これらの手続きは事実上仙石ら計8名への水利権移転である。「日本水力電気」発起人についても同時に同様の入れ替わりがあり、「東北電力」発起人と同一の顔ぶれに変わっている。12月5日、「東北電力」発起人と「日本水力電気」発起人は協定を交わして計画を合同、「猪苗代水力電気株式会社」発起人となる。さらに5地点の日橋川水利権を再編して4地点とする変更願を県へ提出し、翌1911年6月にその許可を得た。また同年7月4日、発起人は逓信省から電気事業経営を許可された。許可を得た供給区域は東京市内と北豊島郡で、1構内あたり100馬力以上の電力供給に限る（電灯供給不可）という制限が付されていた。
水利権獲得と事業許可を経て、1911年10月30日、創立総会が開催されて猪苗代水力電気は発足した。設立時の資本金は2100万円で、当時の東京電灯（資本金5000万円）と比べると小さいものの、大阪電灯（資本金1440万円）や名古屋電灯（同1600万円）など地方の大型電力会社よりも大規模な会社であった。取締役には発起人から仙石・白石・近藤・豊川・浜口・原の6名が選ばれたほか、三菱合資会社内事部長荘清次郎、外務官僚松方正作（松方正義の次男）、甲州財閥の若尾民造が就任した。9名の取締役のうち初代社長は仙石貢、初代専務は白石直治がそれぞれ務める。本社は東京市麹町区有楽町1丁目1番地（現・千代田区）に構えた。
猪苗代水力電気が構想した開発計画は、日橋川に第一発電所から第四発電所までの4発電所を建設し、これを東京まで長距離・高圧送電の上で供給する、というものである。需要地までの送電距離が長く送電設備建設費がかさむ点は事業として見ると欠点ではあったが、日橋川の急流を利用した水路の短い（＝建設費の安い）発電所を建設できる点、そして猪苗代湖を貯水池として活用できるという点がこの計画における長所であった。

## 建設と供給

### 第一発電所の建設
猪苗代第一発電所の位置 ： 北緯37度32分38.6秒 東経140度0分7.0秒 / 北緯37.544056度 東経140.001944度
会社設立半年後の1912年3月4日、猪苗代水力電気は日橋川で第一発電所（猪苗代第一発電所）の建設に着手した。一部完成は2年半後の1914年10月末で、6台のうち3台の発電機が運転可能な状態となった。残り3台分の全面竣工は翌1915年（大正4年）3月15日のことである。発電所の所在地は福島県河沼郡日橋村大字八田字栗畑（現・会津若松市河東町八田）。認可出力は最大3万7500キロワットに及んでおり、1923年（大正12年）12月に木曽川の大同電力読書発電所（長野県・出力4万700キロワット）が完成するまでの8年間、第一発電所は日本最大の水力発電所であった。
第一発電所の取水堰堤および取水口は猪苗代湖の吐出し口に設けられた十六橋水門から約2キロメートル日橋川を下った場所にある。この水門は元来、安積疏水への通水を維持するための猪苗代湖の水位調整用である。猪苗代水力電気では会社発起段階の1910年11月に安積疏水普通水利組合と契約し、猪苗代湖の発電利用水深を97センチメートル（灌漑期は45センチメートル）と定めていた。このため第一発電所建設にあたり猪苗代水力電気は十六橋水門を最大97センチメートルの水位調整に対応するよう改修した。
取水堰堤の左岸に開けられた取水口から取り入れられた水は総延長2.3キロメートルの導水路で発電所上部水槽へ向かって流される。川は急勾配で流れるが川岸の地勢が緩慢なため導水路は大部分が掘削による開渠で造られている。上部水槽から水車へと水を落とす水圧鉄管は全長410メートル前後。これらの水路設備によって形成される取水位と放水位の落差（総落差）は110メートルで、そのうち有効落差は107.0メートルである。発電設備はフォイト（ドイツ）製横軸フランシス水車6台およびディック・カー（イギリス）製発電機6台からなる。発電機は6台とも容量7775キロボルトアンペア、周波数50ヘルツ。水車・発電機は6組のうち1組を予備として運用された。昇圧用にウェスティングハウス・エレクトリック（アメリカ）製変圧器も備えた。

### 第二発電所の建設
猪苗代第二発電所の位置 ： 北緯37度33分9.0秒 東経139度59分3.4秒 / 北緯37.552500度 東経139.984278度
第一発電所の竣工から1年半が経った1916年（大正5年）8月、猪苗代水力電気は第二発電所（猪苗代第二発電所）の建設に着手した。発電機5台のうち2台の完成に伴う運転開始が1918年（大正7年）7月20日。3台目が同年9月17日、4台目が11月26日、5台目が翌1919年（大正8年）1月10日にそれぞれ運転に入った。発電所所在地は河沼郡日橋村大字八田字大林。使用水量は第一発電所と同じながら有効落差が69.8メートルと小さいため認可出力は最大2万4000キロワットに留まる。
第二発電所は第一発電所から約320メートル下流の地点に日橋川を横断する形で取水堰堤を有する。取水口から上部水槽までの導水路は全長1.2キロメートル、上部水槽から発電所までの水圧鉄管は全長290メートルといずれも第一発電所より短い。発電設備は横軸フランシス水車・6666キロボルトアンペア発電機各5台からなり、うち各1台を予備として運用した。外国製品の輸入が困難な第一次世界大戦下での施工となったことで主要機器の製造者が国内企業に切り替えられており、水車は三菱造船神戸造船所製、発電機・変圧器は芝浦製作所製である。
第二発電所に関連して桧原湖・小野川湖・秋元湖での貯水池工事も施工された。これら3つの湖は猪苗代湖の北方に位置し、その湖水は長瀬川を通じて猪苗代湖に流入する。この関係に着目した猪苗代水力電気では、猪苗代湖の水位調整を補助すべく3つの湖を貯水池として運用するという計画を立て、1918年それぞれに堰堤と水門を完成させた。

### 115キロボルト送電線の整備
猪苗代水力電気では第一発電所の建設にあたり、発電所からの送電を受ける変電所として東京府北豊島郡尾久村（現・荒川区）に田端変電所を整備した。第一発電所から田端変電所へと至る送電線「猪苗代線」は全長225キロメートル、鉄塔数1435基に及ぶ。送電線の長距離化に伴い、電線の抵抗による送電損失を低減しつつ送電容量を増加させる必要性から送電電圧は桂川電力で採用済みの77キロボルトを大きく上回る115キロボルトが採用された。建設当時100キロボルト超送電線はアメリカでも実用化が始まったばかりであり、建設にあたってアメリカからの技術導入が行われた。その一つが碍子で、既設送電線で採用されていたピン碍子ではなく絶縁性・強度がより高い懸垂碍子をアメリカ・トーマス社から輸入している。
続く第二発電所の建設にあたっては、第一発電所との間を繋ぐ115キロボルト送電線が新設され、田端変電所の増設工事も施工された。世界大戦の影響をうけた国内製造への切り替えは碍子についても同様で、上記連絡送電線では松風工業・日本陶器製の懸垂碍子が採用されている。また両発電所間には発電機電圧と同じ6600ボルトの送電線も引かれた。
猪苗代水力電気が長距離送電に成功すると、直後の大戦景気到来による全国的な電力需要急増も手伝って大型開発を目論む新興電力会社が次々と設立された。1920年（大正9年）の戦後恐慌発生までに設立された電力会社には関東では京浜電力や信越電力・群馬電力（後の東京電力）、関西では大阪送電（後の大同電力）や日本電力がある。このうち京浜電力は梓川（長野県）の発電所と横浜方面を結ぶ送電線に154キロボルトという送電電圧を採用して1923年3月より送電を始め、猪苗代水力電気が打ち立てた115キロボルトという国内最高電圧を塗り替えた。同年12月には大同電力が木曽川から関西方面へ154キロボルト送電を開始。東京電灯も翌1924年（大正13年）4月信越電力からの受電用送電線で154キロボルトを実用化した。以後も154キロボルト送電線建設が相次ぎ、猪苗代水力電気が実用化した115キロボルト送電ではなく154キロボルト送電が長距離送電では主流となった。

### 供給の推移

#### 東京方面
猪苗代水力電気では発電所渡しまたは田端変電所渡しで需要家への電力供給にあたった。同社は第一発電所の竣工を機に1914年11月12日付で開業届を提出。同年12月3日、東京の王子電気軌道に対する送電開始を機に事業を開始した。最初の需要家となった王子電気軌道は北豊島郡王子町（現・北区）を中心に電気軌道事業と電気供給事業を経営していた会社である。当初の供給高は1000キロワットであった。
猪苗代水力電気が開業したころの東京市内では、「三電競争」と呼ばれる電灯需要家の獲得競争が展開されていた。この三電競争は、鬼怒川水力電気からの受電開始で市営電気供給事業を大規模化した東京市電気局（旧・東京鉄道）と、桂川電力からの受電で営業した日本電灯（1913年7月開業）がそれぞれ東京市内の電灯市場に割り込むべく東京電灯相手に競争を挑んだことで発生したものである。三電競争は電灯の普及促進に繋がった面もあるものの、無秩序な料金引き下げ競争で3者は経営が悪化し、営業現場で流血沙汰が発生するなど競争の弊害が目立ったため、1917年（大正6年）7月営業地域の棲み分けを定めた「三電協定」を交わして停戦した。
三電競争の最中に東京送電を開始した猪苗代水力電気では、競争当事者のうち東京電灯との間に売電を契約した。契約高は4万5000馬力（約3万3600キロワット）であり第一発電所発生電力の大部分に相当する。この当時、東京電灯は駒橋・八ツ沢両水力発電所（総出力5万2000キロワット）を擁して供給力には余力があり、むしろ東京市電気局・日本電灯の方が供給余力を欠く状態であったが、猪苗代水力電気は需要家の多い東京電灯への供給を選択した。ただし供給契約には猪苗代水力電気が東京市内に持つ電力供給権を行使しないという条件が付された。東京電灯に対する供給は同社の受電設備完成を待って1915年7月1日より開始した。最初の1年間は1万馬力を供給し、2年目からは1万5000馬力、3年目からは2万5000馬力、4年目からは3万5000馬力、そして5年目以降は4万5000馬力を供給していくという契約であり、それを反映して猪苗代水力電気の供給成績は逓増していった。
三電競争の終結による市場の維持、さらには大戦景気による電力需要急増により猪苗代水力電気からの大量受電を消化しきった東京電灯では、猪苗代水力電気第二発電所の発生電力も追加で引き取った。そのため東京電灯に対する供給高は1921年（大正10年）以降4万70キロワットとなっている。また王子電気軌道に対する供給も次第に増加し、1923年には5000キロワットに達した。

#### 発電所地元
発電所周辺地域で最初の需要家は日本化学工業であり、王子電気軌道に続いて1915年1月28日より電力供給を開始した。当初の供給高は500キロワット。日本化学工業は棚橋寅五郎・鈴木三郎助（味の素創業者）・加瀬忠次郎らヨード業者によって1907年5月に設立。かじめ焼きによるヨード生産の副生物である塩化カリウムを原料にマッチ原料の一つ塩素酸カリウムを製造することを事業目的としており、1911年12月河沼郡日橋村大字東長原（現・会津若松市河東町東長原）に工場を完成させていた。工場は塩化カリウムの電気分解に大量の電力が必要であり、受電以外には自家用発電所として日橋川発電所を持った。
続いて1916年2月、社内4番目の需要家として高田商会大寺製錬所への電力供給を開始した。発電所の北、耶麻郡磐梯村（現・磐梯町）にある工場で、猪苗代水力電気の発電所建設に呼応して同地へ進出、細倉鉱山（宮城県）の付属製錬所として電解精錬により亜鉛製錬にあたった。さらに同年6月からは藤田鉱業広田製鋼所への電力供給を始めた。同工場は日橋村大字広田（現・会津若松市河東町広田）に所在。猪苗代水力電気からの受電を電源に電気炉7基を稼働してフェロアロイなどを製造した。工場需要家は以上の3社に加えて東北電化もあった。郡山など福島県内に工場を持った同社は磐梯村にもフェロアロイ工場を建設し、猪苗代水力電気からの受電で1917年2月に操業を始めた。
発電所側でも田端変電所と同様に別の電気事業者に対する電力供給が行われた。最初の送電先は新潟県の電力会社新潟水力電気（後の新潟電力）である。同社との供給契約締結は1914年12月にさかのぼる。供給力不足を応急的に補うための受電で、供給高は2400キロワット。新潟水力電気は自社の日橋変電所から新潟県内の五泉まで受電用送電線（送電電圧55キロボルト）を整備の上、1916年3月1日より受電を開始した。供給高は新潟水力電気管内の需要増加に伴い1921年3月より4000キロワットへと拡大され、以後1926年（大正15年）5月まで継続された。また「八田電灯所」という八田吉多個人営業の零細事業者にも供給した。この事業は1916年8月に開業。第一発電所からわずかに7キロワットを受電（のち21キロワットに増加）し、発電所周辺にあたる八田地区の一部集落に配電していた。
発電所地元での電力供給は1919年が最盛期で1万3000キロワットを超える規模にまで拡大したが、大戦終結後の戦後恐慌で大きく減退した。まず1920年末に日本化学工業への供給が打ち切りとなった。同社工場は1923年9月日橋川発電所ごと郡山電気へと売却され、翌年閉鎖されている。高田商会・藤田鉱業・東北電化に対しては1921年3月時点でも順に3200キロワット・2000キロワット・2100キロワットを供給していたが、1923年3月時点では東北電化への供給は消滅し高田商会・藤田鉱業への供給はどちらも150キロワットに過ぎない。後者の時点での発電所地元供給は合計4321キロワットであった。

### 経営の動き

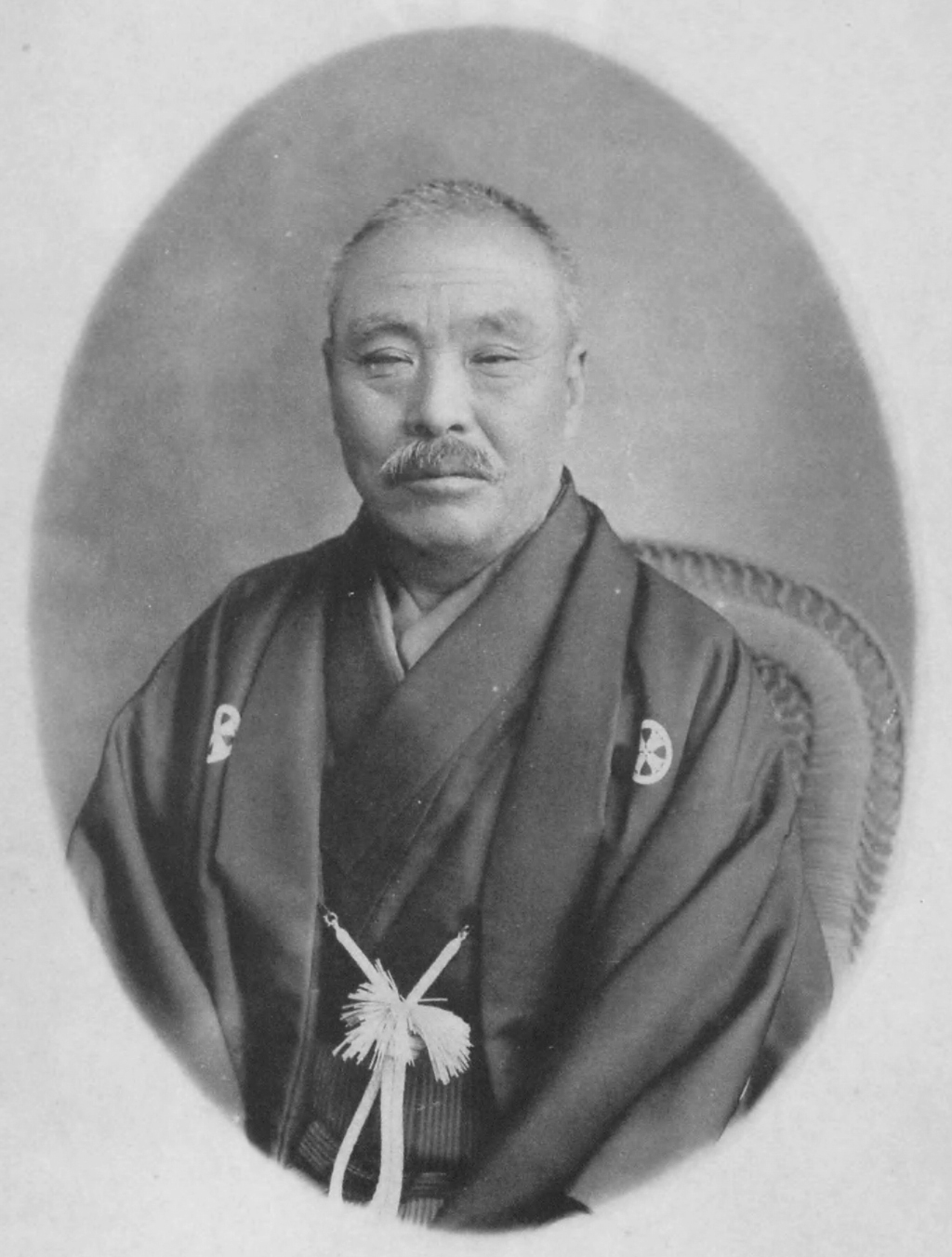
第2代社長豊川良平

猪苗代水力電気の主要株主は一貫して岩崎久弥ら三菱財閥関係者であった。安定した資本関係を背景として株式の払込は順調に進み、1922年度上期には資本金2100万円が全額払込済みとなって建設資金調達を株式払込中心で調達できた。また1916年10月の株主総会で社債発行を決議し、最大で700万円の社債を発行している。
このように多額の資金調達が必要ではあったが、設備建設費は1キロワット当たりの単価で見ると東京電灯駒橋・八ツ沢両発電所建設費よりも廉価であり、開業後は高い利益率が見込まれていた。ところが実際には、主たる供給先である東京電灯への供給が逓増方式となったため発生電力全部を一挙に販売できず、投資額に見合った利益を回収するのに時間を要した。また東京電灯から支払われる電力料金が1キロワット時あたり1銭2厘と起業段階での想定よりも2厘安い水準に留められたことも収入伸び悩みの要因となった。配当率が年率10パーセントに到達したのは開業から8期4年を経た1918年度下期（1919年3月期）決算のことである。
経営陣については、1914年4月に初代社長の仙石貢が内閣鉄道院総裁就任で辞任したため、取締役豊川良平が後任社長に推された。仙石はその後1917年4月取締役に復帰し、1919年2月には初代専務白石直治の死去に伴い後任専務に昇格した。そして同年4月、豊川の社長辞任につき社長に復帰している（専務は欠員に）。
戦後恐慌下の1921年になると発電所地元の電力会社である郡山電気との間で合併交渉が進められた。郡山電気は恐慌の影響で生じた余剰電力を消化するべく東京への送電線を持つ猪苗代水力電気との合同を望んだが、猪苗代水力電気としては第二発電所に続く開発計画をすでに持っており、しかも需要家確保に制約があるのは郡山電気と同様なため、両社の合併に利点はなく合併計画は立ち消えとなった。郡山電気との合併が流れた猪苗代水力電気は1922年4月開催の株主総会にて日橋川での第三発電所・第四発電所の建設を承認の上、工事費調達のため5000万円への増資を決議した。

## 東京電灯との合併とその後

### 東京電灯との合併

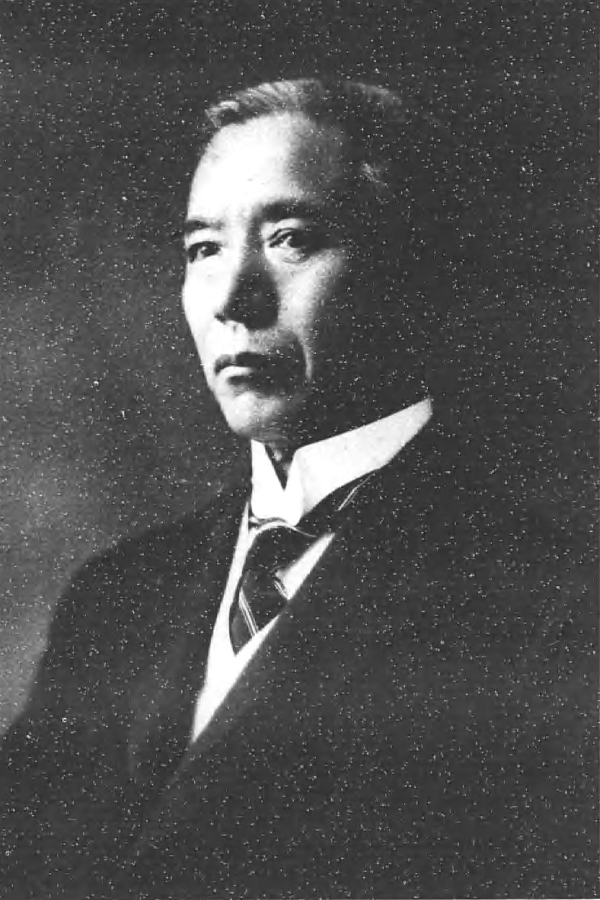
拡張時代の東京電灯社長神戸挙一

1920年3月、東京電灯は三電競争での競合相手であった日本電灯を合併した。この合併を機に、戦後恐慌の発生で逓信省が電気事業合同を勧奨したこともあって東京電灯は事業統合を本格化し、1921年4月群馬県の利根発電、5月神奈川県横浜市を本拠とする横浜電気、10月長野県に発電所を持つ第二東信電気、12月群馬県高崎市を本拠とする高崎水力電気、1922年2月発電会社桂川電力、という順で大型電力会社を次々と合併していく。そして1922年秋ごろから猪苗代水力電気との合併交渉を本格化した。
東京電灯が猪苗代水力電気合併を推進した動機には、猪苗代湖を貯水池として活用できる猪苗代水力電気の発電所は渇水期の電力補給に都合がいいためその取得を目指したこと、また1925年（大正14年）夏の契約満期が到来すると猪苗代水力電気から大幅な電力料金引き上げを要求される形勢にあったため値上げを呑むよりは会社ごと合併した方が有利と判断したこと、この2点があったとされる。猪苗代水力電気側としても東京電灯との供給契約に縛られ需要開拓に自主性がない状況のため合併に同意する運びとなった。
1922年11月17日、東京電灯と猪苗代水力電気との間に合併契約が締結された。合併条件の概略は次の通り。
- 存続会社の東京電灯は資本金を3550万円（うち2825万円払込）増加し、合併新株71万株を発行する。
- 合併新株は解散する猪苗代水力電気の株主に対して交付する。割り当ては、猪苗代水力電気株主の持株が額面50円払込済みの場合は1株につき同額払込済みの合併新株1株、持株が12円50銭払込の場合は2株につき25円払込の合併新株1株。

1922年12月12日、東京電灯・猪苗代水力電気両社はそれぞれ臨時株主総会を開いて合併契約を承認した。翌1923年3月30日、逓信省より合併の認可が下りる。そして2日後の4月1日付で合併契約中の合併期日に沿って合併が実施された。さらに4月30日には東京電灯で合併報告総会が開かれて合併手続きが完了、同日をもって猪苗代水力電気は解散した。

### 猪苗代第三・第四発電所建設
猪苗代第三発電所の位置 ： 北緯37度33分22.5秒 東経139度57分42.8秒 / 北緯37.556250度 東経139.961889度
猪苗代第四発電所の位置 ： 北緯37度34分46.0秒 東経139度55分45.6秒 / 北緯37.579444度 東経139.929333度
東京電灯は猪苗代水力電気の合併により猪苗代第一発電所および猪苗代第二発電所を継承し、さらに猪苗代第三発電所と猪苗代第四発電所の建設計画を引き継いだ。猪苗代第三・第四両発電所はそろって1924年12月に着工され、1926年11月3日付で竣工した。発電所出力は第三発電所が1万4000キロワット、第四発電所が2万1700キロワットである。
猪苗代第三発電所の所在地は福島県河沼郡日橋村大字八田字川周。日橋川の取水堰堤は第二発電所放水口の下流約180メートルの位置にある。取水口は堰堤左岸にあり、ここから上部水槽手前の調整池まで全長2.7キロメートルの導水路が伸びている。調整池は発電量調整のため上部水槽付近の低地を掘削する形で構築されたもの。また水槽からは「日橋堰」という用水路への分水があり、発電所の使用水量は上流第一・第二両発電所よりも若干少ない。水槽から伸びる水圧鉄管は全長75.6メートルで有効落差は40.6メートルと小さい。発電設備はエッシャーウイス（スイス）製縦軸フランシス水車3台とゼネラル・エレクトリック（アメリカ）製6880キロボルトアンペア発電機3台からなり、ウェスティングハウス製昇圧用変圧器も有する。この第三発電所の立地は地形上の制約で決められたものだが、そのまま発電所を建てると下流にある日橋川発電所取水口との間に高低差ができ発電に利用できない落差が残るため、第三発電所は低い位置に造られ長さ420メートルの放水路を伸ばして日橋川へと放水する構造とされた。
猪苗代第四発電所の所在地は福島県耶麻郡駒形村大字金橋字切立山下（現・喜多方市塩川町金橋）。第四発電所取水堰堤と第三発電所との間に東部電力（旧・郡山電気）の日橋川発電所が挟まれており、第三発電所の放水が同発電所を経由した場合と日橋川をそのまま流れた場合では第四発電所取水口へ到達する時間が異なるため発電量調整に不便があった。それゆえ日橋川発電所を自社で買収し第三・第四・日橋川の3発電所を1か所の発電所として開発する検討がなされたものの実現しなかった。取水口から上部水槽までの導水路は全長3.5キロメートル。上部水槽からは駒形堰用水が分水される。水槽と発電所を繋ぐ水圧鉄管は119メートルの長さがあり有効落差は63.2メートルとなっている。発電設備はエッシャーウイス製縦軸フランシス水車3台とゼネラル・エレクトリック製1万700キロボルトアンペア発電機3台からなり、第三発電所と同じくウェスティングハウス製昇圧用変圧器を持つ。
猪苗代第四発電所の下流側には狐堰用水の取水口・水路を改修して造られた金川発電所（1919年10月竣工）があるが、これは東北電化が自家用に整備した発電所であり猪苗代水力電気・東京電灯とは関係がない。所有者の東北電化は1922年12月新潟水力電気へ合併され、金川発電所は同社の運営に移った。なお金川発電所からの送電線は同社日橋変電所で五泉・新潟方面への送電線に接続していたが、新潟電力成立後の送電線整理のため1931年（昭和6年）4月より送電先が東京電灯猪苗代第四発電所に切り替えられた。

### 「猪苗代新線」の整備
猪苗代第三・第四発電所の建設にあわせ、東京電灯は送電線「猪苗代新線」とその終点鳩ヶ谷変電所も新設した。
古い「猪苗代旧線」が猪苗代第二発電所と田端変電所を結ぶ115キロボルト線であるのに対し、「猪苗代新線」は猪苗代第四発電所と鳩ヶ谷変電所を結ぶ154キロボルト送電線である。全長は219キロメートル。新線には猪苗代第三発電所からの漆沢分線（全長0.2キロメートル）も合流する。また第二発電所と第三発電所の間に連絡送電線が引かれており、第三・第四発電所の発生電力計3万5700キロワットに加え第二発電所の発生電力も猪苗代新線で送電可能である。接続送電線として1928年（昭和3年）に東信電気鹿瀬発電所（新潟県・阿賀野川）から猪苗代第四発電所へ至る東京電灯の154キロボルト送電線「阿賀野川線」、翌年には豊実発電所（同）からの阿賀野川線豊実支線も完成した。
送電線終点の鳩ヶ谷発電所は埼玉県北足立郡鳩ヶ谷町（現・川口市）に所在。猪苗代新線で送られてきた電力は同所で降圧され、東京近郊を通る送電線に流される。また猪苗代新線の分岐線（154キロボルト線）として小松川変電所（東京府南葛飾郡松江町＝現・江戸川区所在）へと至る「南葛支線」もあった。
東京電灯時代には猪苗代旧線でも変化があり、1930年（昭和5年）になって途中に東小山変電所（栃木県下都賀郡小山町＝現・小山市所在）が新設されて猪苗代第一・第二発電所からの電力の一部は宇都宮方面でも利用されるようになった。また1925年7月、福島県の福島電灯が猪苗代第一発電所より常時3000キロワットの受電を開始した。受電地点である福島県信夫郡清水村（現・福島市）所在の福島変電所までは東京電灯が送電線を建設することとなり、猪苗代第一発電所と福島変電所を結ぶ55キロボルト送電線「福島線」を完成させている。

### その後の動き
猪苗代水力電気では日橋川の他にも猪苗代湖へ流入する長瀬川の流域にて発電所建設を検討していた。これは田健治郎が仮許可（1907年6月）を得ていた水利権を1915年に引き継いだことによる。しかし桧原湖・小野川湖・秋元湖の貯水池化工事が施工された裏で発電所建設は着手されず、計画変更を繰り返すだけの状況が長く続いた。1934年（昭和9年）になると東京電灯は長瀬川流域における小野川・秋元両発電所建設を決定し、まず1935年（昭和10年）4月小野川湖から取水する小野川発電所に関する水利権の本許可を取得。翌年6月着工し、1937年（昭和12年）12月、出力2万6000キロワットの発電所としてその運転を開始した。
小野川発電所建設に並行して東京電灯は秋元発電所の建設準備に取り掛かり、1938年（昭和13年）6月これを着工した。秋元発電所は秋元湖から取水するもので、水路の完成を待たず1940年（昭和15年）2月から暫定的に運転を開始した。翌年竣工した際の発電所出力は5万4000キロワットである。その工事中の1939年（昭和14年）4月、電力国家管理体制が始動し国策電力会社日本発送電が設立された。設立に際しては既存事業者から送電電圧100キロボルト超の全送電線と60キロボルト超の送電幹線が同社に集められており、東京電灯の持つ猪苗代旧線・猪苗代新線（漆沢支線・南葛支線を含む）・阿賀野川線・福島線、それに小野川発電所と猪苗代新線を繋ぐ「長瀬川線」（154キロボルト線）などが日本発送電へと渡った。加えて田端・鳩ヶ谷・小松川・東小山各変電所も日本発送電へ移管されている。
その後1941年（昭和16年）になり電力国家管理体制の強化が決定され、出力5000キロワット超の水力発電所とこれに密接に関連する発電所も日本発送電へと集められることとなった。日橋川筋・長瀬川筋では同年10月、東京電灯から猪苗代第一・猪苗代第二・猪苗代第三・猪苗代第四・小野川・秋元各発電所が日本発送電へと移管された。次いで翌1942年（昭和17年）4月、新潟電力金川発電所と当時大日本電力が持っていた日橋川発電所も日本発送電へと引き継がれる。当初は旧東京電灯の6発電所が東京支店所属、日橋川・金川両発電所が東北支店所属と支店が異なったが、1944年（昭和19年）8月東北支店側に集約された。設備に関する日本発送電時代の主な変化としては、1944年1月に実施された猪苗代旧線の154キロボルト昇圧がある。
太平洋戦争後の日本発送電解体すなわち電気事業再編成では猪苗代湖周辺地域の発電所を東京電力か福島県を供給区域に含む東北電力のどちらに帰属させるかで問題となったが、今ある送電系統の尊重（潮流主義）と1水系1事業者の原則に従って猪苗代第一発電所など日橋川筋・長瀬川筋発電所を含む猪苗代湖周辺地域の発電所計15か所は1951年（昭和26年）5月の再編成実施とともに東京電力へと引き継がれた。

## 年表
- 1907年（明治40年）
  - 4月4日 - 「東北電力株式会社」発起人に対し日橋川水利権許可[12]。
  - 4月19日 - 「日本水力電気株式会社」発起人に対し日橋川水利権許可[12]。
- 1910年（明治43年）
  - 12月5日 - 「東北電力」発起人と「日本水力電気」発起人は協定を交わし、「猪苗代水力電気株式会社」発起人として合流[12]。
- 1911年（明治44年）
  - 7月4日 - 発起人に対し逓信省より電気事業経営許可[13]。
  - 10月30日 - 猪苗代水力電気株式会社設立[1]。資本金2100万円、本店所在地東京市麹町区有楽町1丁目1番地[1]、初代社長仙石貢[13]。
- 1912年（明治45年）
  - 3月4日 - 第一発電所着工[15]。
- 1914年（大正3年）
  - 4月24日 - 社長に豊川良平就任[41]。
  - 11月12日 - 第一発電所竣工に伴い開業届提出[15]。
  - 12月3日 - 最初の需要家である王子電気軌道への電力供給を開始[15]。
- 1915年（大正4年）
  - 1月28日 - 日本化学工業（福島県）への電力供給開始[31]。
  - 7月1日 - 東京電灯への電力供給開始[29]。
- 1916年（大正5年）
  - 3月1日 - 新潟水力電気への電力供給開始[27]。
- 1918年（大正7年）
  - 7月20日 - 第二発電所運転開始[19]。
- 1919年（大正8年）
  - 4月9日 - 社長に仙石貢が復帰[43]。
- 1922年（大正11年）
  - 4月25日 - 2900万円の増資を決議[64]。
  - 11月17日 - 東京電灯との間に合併契約締結[46]。
  - 12月12日 - 株主総会にて東京電灯との合併を決議[3]。
- 1923年（大正12年）
  - 4月1日 - 東京電灯との合併実施[46]。
  - 4月30日 - 東京電灯で合併報告総会開催[46]。同日をもって猪苗代水力電気解散[2]。
- 1926年（大正15年）
  - 11月3日 - 東京電灯により猪苗代第三発電所・猪苗代第四発電所竣工[12]。